# De dicto e de re
Nella filosofia del linguaggio e nella metafisica, de dicto e de re sono due espressioni latine utilizzate per evidenziare una differenza di significato all'interno delle affermazioni intenzionali.
La traduzione letterale della locuzione "de dicto" è "su ciò che viene detto",  mentre "de re" si rende con "sulla cosa". Il significato sarà meglio compreso fornendo tre esempi: un pensiero, un desiderio e un contesto della logica modale.

## Esempi

### Pensiero
Ci sono due possibili interpretazioni della frase "Pietro crede che qualcuno stia cercando di prenderlo". Secondo un'interpretazione, "qualcuno" non indica una persona specifica e quindi Pietro soffre di una paranoia generale: crede che sia vero che una persona vuole prenderlo, ma non ha necessariamente alcuna convinzione su chi potrebbe essere questa persona. Ciò che Pietro crede è che il predicato "stia cercando di prenderlo" è soddisfatto. Questa è l'interpretazione de dicto.
Nell'interpretazione de re, "qualcuno" assume un'accezione specifica, individuando un individuo particolare: c'è una persona che Pietro ha in mente, e Pietro crede che quella persona voglia prenderlo.
Nel contesto del pensiero, la distinzione ci aiuta a spiegare come le persone possono mantenere convinzioni apparentemente contraddittorie. Diciamo che Lois Lane crede che Clark Kent sia più debole di Superman. Dal momento che Clark Kent è Superman, interpretando de re, la convinzione di Lois è insostenibile: i nomi "Clark Kent" e "Superman" individuano un individuo nel mondo e una persona (o super-persona) non può essere più forte di se stessa. Intesa de dicto, invece, questa potrebbe essere una convinzione perfettamente ragionevole, dal momento che Lois non è consapevole del fatto che Clark e Superman siano la stessa persona.

### Desiderio
Si consideri la proposizione "Jana vuole sposare l'uomo più alto della contea di Fulsom". Essa potrebbe essere letta sia in senso de dicto che de re; i significati sono diversi. Un'interpretazione è che Jana voglia sposare l'uomo più alto della contea di Fulsom, chiunque egli sia. Su questa interpretazione, ciò che l'affermazione ci dice è che Jana ha un certo desiderio aspecifico; quello che desidera è semplicemente di sposare l'uomo più alto della contea di Fulsom. Il desiderio è diretto a quella situazione, indipendentemente da come debba essere raggiunto.
L'altra interpretazione è che Jana voglia sposare un certo uomo, che in effetti è l'uomo più alto della contea di Fulsom. Il suo desiderio è per quell'uomo, e lei stessa desidera sposarlo.
La prima interpretazione è l'interpretazione de dicto, perché il desiderio di Jana si riferisce alle parole "l'uomo più alto della contea di Fulsom", e la seconda interpretazione è quella de re, perché il desiderio di Jana è relativo all'uomo a cui si riferiscono quelle parole.
Un'altra via per comprendere la distinzione è chiedere cosa vorrebbe Jana se un immigrato alto nove piedi si trasferisse nella contea di Fulsom. Se avesse continuato a voler sposare lo stesso uomo -e avesse percepito questo come un cambiamento nei suoi desideri-, allora si potrebbe pensare che intendesse l'affermazione originale in senso de re. Se non avesse più voluto sposare quell'uomo, preferendogli il nuovo uomo più alto della contea di Fulsom, e avesse visto questo come una continuazione del suo precedente desiderio, allora si sarebbe intesa l'affermazione originale in un senso de dicto.

### Logica modale
Il numero degli elementi chimici scoperti è pari a 118. Si consideri la proposizione "Il numero di elementi chimici è necessariamente maggiore di 100". Anche in questo caso, ci sono due interpretazioni secondo la distinzione de dicto / de re:
- interpretazione  de dicto: {\displaystyle \Box \exists {N_{chem}}(N_{chem}>100)} dice che, in altri mondi possibili accessibili, anche se il funzionamento interno dell'atomo potrebbe differire (cosicché {\displaystyle N_{chem}} assuma valori diversi), il numero di elementi non potrebbe essere pari a 100 o inferiore;
- interpretazione de re: {\displaystyle \exists {N_{chem}}\Box (N_{chem}>100)} dice che i meccanismi interni dell'atomo sono quello che sono ({\displaystyle N_{chem}=118} in tutti i mondi possibili) e il numero 118 è maggiore di 100.

Altro esempio è il seguente: "Il presidente degli Usa nel 2001 non poteva essere Al Gore":
- l'interpretazione  de dicto {\displaystyle \Box \exists {Pres_{2001}}(Pres_{2001}\neq Al)} afferma che, in altri mondi possibili accessibili, anche se il risultato delle elezioni del 2001 avrebbe potuto essere diverso, il presidente degli Stati Uniti nel 2001 non avrebbe potuto comunque essere Al Gore. Questa affermazione sembra falsa: presumibilmente, in altri mondi possibili accessibili in cui la Corte Suprema non avesse stabilito che Bush aveva vinto le elezioni, Al Gore avrebbe potuto essere il presidente degli Stati Uniti nel 2001 in quel mondo possibile;
- l'interpretazione de re {\displaystyle \exists {Pres_{2001}}\Box (Pres_{2001}\neq Al)} afferma che, il Presidente degli Stati Uniti nel 2001 è quello che è, e questo è George Bush in tutti i mondi possibili accessibili, e George Bush non avrebbe potuto essere Al Gore.

## Rappresentazionede dictoede renella logica modale
La distinzione de dicto / de re è di scopo. Nelle proposizioni de dicto, gli eventuali quantificatori esistenziali rientrano nell'ambito dell'operatore modale, mentre in quelle de re l'operatore modale rientra nell'ambito del quantificatore esistenziale. Per esempio:
| De dicto: | {\displaystyle \Box \exists {x}Ax} | Necessariamente, qualche x è tale che essa è A |
| De re:    | {\displaystyle \exists {x}\Box Ax} | Qualche x è tale che essa è necessariamente A  |

Parlando in generale, {\displaystyle \Box \forall {x}Ax} è logicamente equivalente a {\displaystyle \forall {x}\Box Ax}, ed entrambe significano che tutti gli x in tutti i mondi possibili sono A (assumendo che l'intervallo di quantificazione / dominio del discorso sia lo stesso in tutti i mondi possibili accessibili). Tuttavia, {\displaystyle \Box \exists {x}Ax} significa che ogni mondo possibile accessibile ha il suo x che è A, ma non sono necessariamente gli stessi, mentre {\displaystyle \exists {x}\Box Ax}  significa che esiste una x particolare che è A in tutti i mondi possibili accessibili.
Allo stesso modo, {\displaystyle \Diamond \exists {x}Ax} è logicamente equivalente a {\displaystyle \exists {x}\Diamond Ax}, ed entrambi significano che in un mondo possibile accessibile c'è una x che è A; tuttavia, {\displaystyle \Diamond \forall {x}Ax} significa che in un mondo possibile accessibile, tutti gli x sono A, mentre {\displaystyle \forall {x}\Diamond Ax} significa che per ogni x nell'intervallo di quantificazione / dominio del discorso, esiste un mondo possibile accessibile in cui x è A, ma potrebbe essere vero che nessun mondo ha due x che sono entrambi A.
Nella logica fregiana, dove la copula non è più rappresentata a parte e appartiene al predicato, la distinzione de dicto / de re può essere identificata dalla posizione dell'operatore modale rispetto al quantificatore: se lo precede, l'enunciato è de dicto, mentre se lo segue è de re.